# Poljica (gmina Jelsa)
Poljica – wieś w Chorwacji, w żupanii splicko-dalmatyńskiej, w gminie Jelsa. W 2011 roku liczyła 59 mieszkańców.